# Bartoloměj Paprocký z Hlohol a Paprocké Vůle

Paprockého erb

Bartoloměj Paprocký z Hlohol a Paprocké Vůle (1540/1543 – 27. prosinec 1614 Lvov) byl polský a český historik, heraldik, genealog a spisovatel.

## Život

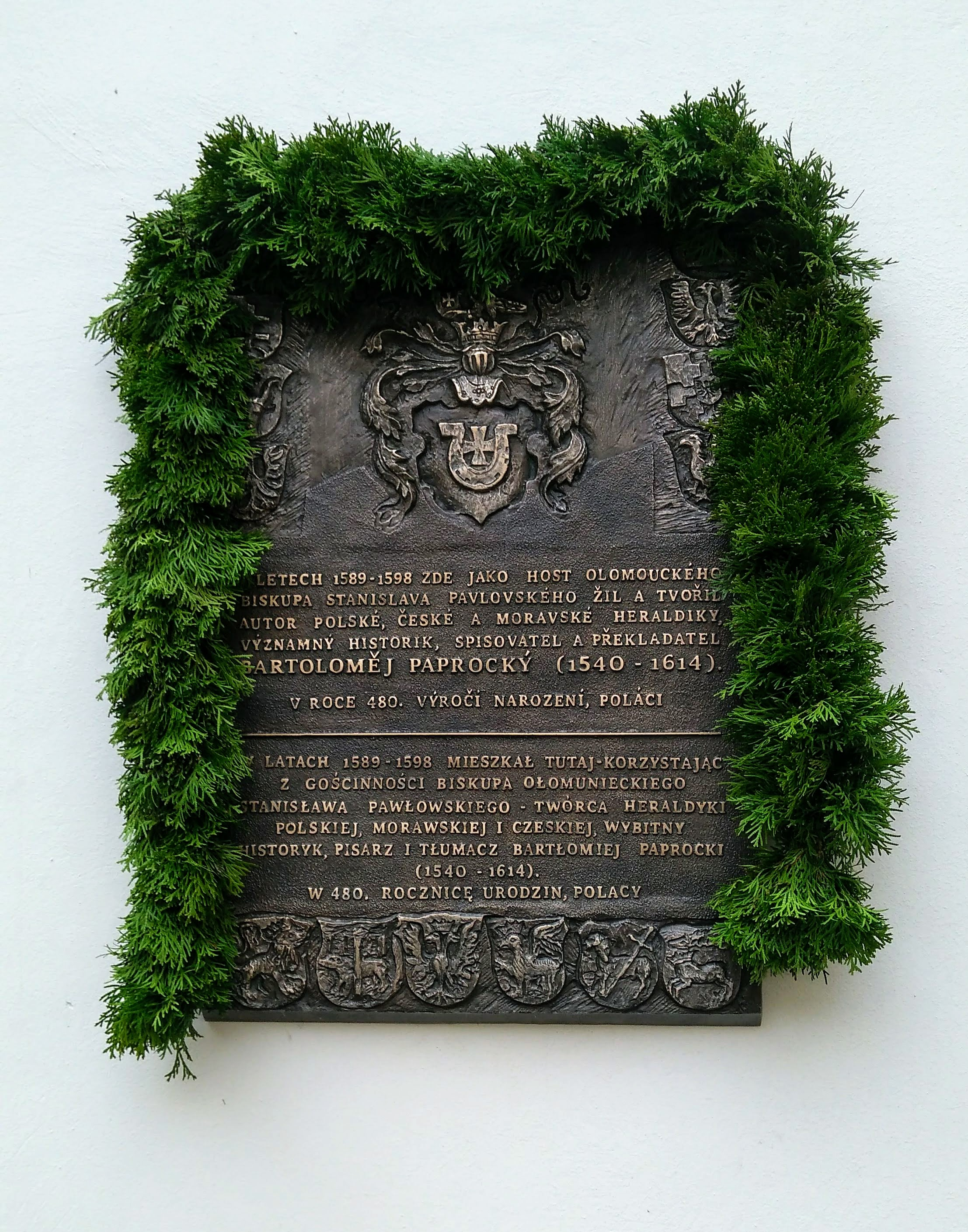
Pamětní deska na nádvoří kroměřížského zámku

Narodil se v Polsku na Paprocké Vůli ve šlechtické rodině. Studoval na univerzitě v Krakově a roku 1577 se účastnil bitvy o Gdaňsk. Jeho osobní život nebyl šťastný, měl o mnoho let starší bohatou manželku Jadwigu Kosobudzkou (zemřela 1572), která jej týrala. Manželství bylo bezdětné. V sedmdesátých létech 16. stol. se jako katolík stal členem strany, která podporovala kandidaturu Maxmiliána Habsburského na polský trůn, ale po porážce Maxmiliána III. roku 1588 byl Paprocký nucen uprchnout z Polska na Moravu.
Na Moravě a v Čechách zůstal přes 22 let, naučil se dobře česky a získal i český inkolát. Jeho pobyt v Kroměříži v letech 1589–1598 připomíná pamětní deska odhalená v roce 2020 na nádvoří kroměřížského zámku. Mimo jiné napsal v Kroměříži i své Zrcadlo markrabství moravského (1593), ve kterém najdeme rytinu Jana Willenberga zachycující nejstarší pohled na město Kroměříž. Díky podpoře nejprve olomouckého biskupa Stanislava Pavlovského a později Jana Zbyňka Zajíce z Hazmburka i dalších šlechticů napsal řadu knih o genealogii a heraldice, ale také překládal polské básně a psal i vlastní, zejména náboženské. Byl přítelem známého polského alchymisty Michala Sendivoje. Roku 1610 se vrátil do Polska, kde ve Lvově 27. prosince 1614 zemřel a je tam pohřben.
Historický význam jeho děl, zejména Zrcadla markrabství moravského (1593) a Diadochu (1602), obšírné kroniky českých knížat, králů, šlechty i měst, je značný i přes nekritičnost, kterou trpí. Jsou to díla dosud pozoruhodná nejen pro genealoga, ale zejména pro historika, který hledá prameny k českým a polským (také uherským a rakouským) dějinám v 2. polovici 16. století. Jeho básně nejsou bez významu ani pro vývoj básnické polské literatury.

## Bibliografie

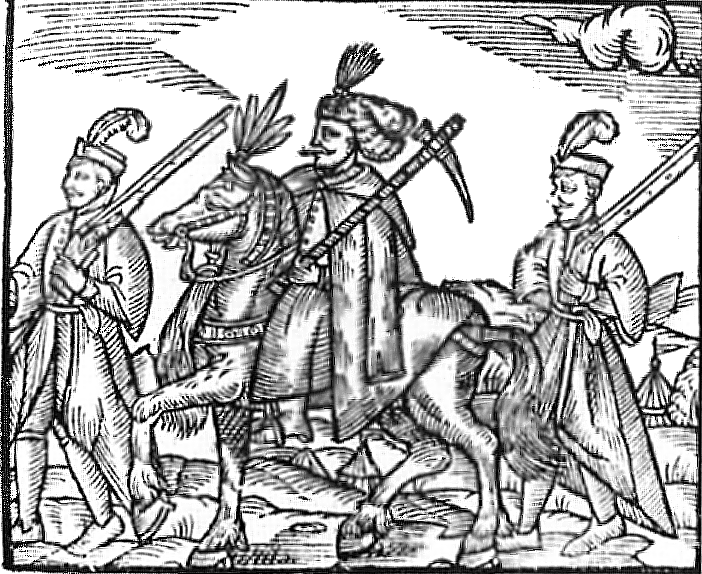
Ilustrace z Paprockého „Hejtmana“

### Polská
- Dziesiecioro przykazanie mezowo, Kraków, 1575.
- Koło rycerskie, Kraków.
- Panosza, Kraków, 1575.
- Historia zalosna o pratkosci i okrutnosci Tatarskiej, Kraków, 1575.
- Gniazdo Cnoty, zkąd herby Rycerstwa Polskiego swój początek mają, Kraków, 1578.[5]
- Krótki a prawdziwy wypis z jechania do ziemi Wołoskiej Iwana Wojewody, którego Podkową zowią, Kraków, 1578.
- Hetman, Kraków, 1578.
- Król, Kraków, 1578.
- Testament starca jednego, który mial trzech synow, Kraków, 1578.
- Historia barzo piekna i zalosna o Ekwanusie Krolu Skockim, Kraków, 1578.
- Wesele Bogiń, Kraków, 1581.
- Triumph satyrow, Kraków 1582.
- Herby rycerstwa polskiego na piecoro ksiag rozdielene, Kraków, 1584.
- Bartosza Paprockiego Dwie broszury polityczne z lat 1587 i 1588.
- Pamiec neirzadu, 1588.
- Nauka rozmanityh philosophow obierani zony, Kraków, 1590 (některé zdroje uvádí 1602).
- Gwalt na pogany, 1595.
- Proba cnot dobrych, Kraków, kolem 1595.
- Ogród królewski w którym krótko opisuje historye Cesarzów, Królow Polskich i Czeskich, arcyksiążąt Austryi, książąt Ruskich, Praha, 1599.
- Cathalogus arcybiskupów, Kraków, 1613.
- Nauka i przestrogi na rozne przypadki ludzkie, Kraków, 1613.
- Naprava Rzeczypospoletej, Kraków, 1895.
- Upominek, Kraków, 1900.
- Odpowiedz, Kraków, 1910.

### Česká
- Zrcadlo slavného Markrabství moravského, Olomouc, 1593.[6]
- Kvalt na pohany, 1595.
- Nová kratochvíle, Praha, 1579-1600 (3 díly).
- Ecclesia, Praha, 1601.
- Kšaft, Praha, 1601.
- Půst tělesný, Praha, 1601.
- Třinácte tabulí, Praha, 1601.
- Diadochus, tj. posloupnost knížat a králů českých, biskupů a arcibiskupů pražských a všech třech stavů slavného království českého, to jest panského, rytířského a městského, Praha, 1602.
- Historie o příbězích v království uherském, Praha, 1602.
- Obora, Praha, 1602.
- Panna, ženitba, žena ve staročeskié úpravě polských skladeb Reje z Naglovic, Praha, 1602.

- Štambuch slezský, Brno, 1609